# 申安
申安（1439年—？），字仲舒，河南開封府祥府縣人，明朝政治人物。同進士出身。

## 生平
天順三年（1459年）己卯科河南鄉試第十五名。天順八年（1464年）中式甲申科會試第二百二十六名，殿試登進士第三甲第四十八名。

## 家族
曾祖父申道中。祖父申義。父亲申好學。